# Lézana Placette
Lézana Placette (Croix, 11 december 1997) is een Franse beachvolleybalspeler. Ze nam eenmaal deel aan de Olympische Spelen.

## Carrière
Placette deed in 2014 met Alexia Richard mee aan de WK onder 19 in Porto en de Olympische Jeugdspelen in Nanjing. In 2015 behaalde het duo een zesde plaats bij de EK onder 20 in Larnaca en een jaar later werden ze bij de EK onder 22 in Thessaloniki vierde. In 2017 behaalde ze met Aline Chamereau een negende plaats bij de EK onder 22 in Baden en debuteerde ze in de FIVB World Tour. Bij het 1-ster-toernooi van Agadir wonnen ze de bronzen medaille. Het seizoen daarop kwam Placette zowel met Chamereau als Richard in actie. Ze nam in totaal deel aan negen toernooien in de internationale competitie. Met Richard bereikte ze de achtste finales van 3-sterren-toernooi van Haiyang. In september 2018 won ze met Alexandra Jupiter het 1-ster-toernooi van Montpellier door het Zwitserse tweetal Esmée Böbner en Zoé Vergé-Dépré in de finale te verslaan. Vervolgens vormde ze een vast team met Richard. In het seizoen 2018/19 speelden ze verder op negen toernooien met een vijfde plaats in Edmonton als beste resultaat. In Moskou deed het duo in 2019 voor het eerst mee aan de Europese kampioenschappen. Ze bereikten de achtste finale waar ze werden uitgeschakeld door de Duitsers Sandra Ittlinger en Chantal Laboureur. Een jaar later strandden ze bij de EK in Jūrmala in de tussenronde tegen Monika Brzostek en Aleksandra Gromadowska uit Polen.
In 2021 namen Placette en Richard deel aan acht toernooien in de World Tour met twee negende plaatsen als resultaat (Brno en Itapema). Bij de EK in Wenen was de groepsfase na twee nederlagen het eindstation. Het daaropvolgende seizoen kwam het duo bij zeven toernooien in de Beach Pro Tour – de opvolger van de World Tour – in actie. Bij het Elite16-toernooi van Kaapstad bereikten ze de halve finales en verloren ze de wedstrijd om het brons van Ana Patrícia Ramos en Duda Lisboa. Bij het Challenge-toernooi van Espinho eindigden ze op een gedeelde vijfde plaats. In Rome deden ze mee aan de wereldkampioenschappen. Ze plaatsten zich als tweede in de groep voor de zestiende finales, waar ze werden uitgeschakeld door de Zwitsers Tanja Hüberli en Nina Brunner. Bij de EK in München bleven ze na twee nederlagen opnieuw in de groepsfase steken. In 2023 namen Placette en Richard op mondiaal niveau deel aan dertien toernooien. Ze behaalden daarbij een vierde plaats (Nuvali) en drie vijfde plaatsen (La Paz, Espinho en João Pessoa). Bij de WK in Tlaxcala verloren ze in de zestiende finale van Böbner en Vergé-Dépré. Bij de EK in Wenen strandde het duo in de tussenronde tegen Liliana Fernández en Paula Soria uit Spanje.
Het jaar daarop waren ze actief op dertien toernooien in de Beach Pro Tour. Bij het Challenge-toernooi van Haikou wonnen ze de bronzen medaille. Bij de overige toernooien kwamen ze tot een vijfde plaats in Xiamen en een zevende plaats in Chennai. Op basis van de olympisch ranglijst plaatsten Placette en Richard zich voor de Olympische Spelen in eigen land. Daar verloren ze in de tussenronde van het Japanse tweetal Akiko Hasegawa en Miki Ishii, waardoor ze als zeventiende eindigden. Bij de EK in Nederland was de groepsfase na drie nederlagen het eindstation. 

## Palmares
FIVB World Tour
- 2017:  1* Agadir
- 2018:  1* Montpellier

Beach Pro Tour
- 2024:  Haikou Challenge